# Russian Circles
Russian Circles é um trio instrumental de post-rock originário de Chicago, EUA. Já tocaram com as bandas Boris, Isis, Red Sparowes, Minus the Bear, Daughters, Coheed and Cambria, Mono, e Pelican. Também participaram dos festivais SXSW, em 2006, e Bonnaroo, em 2009. Em seu primeiro tour no Reino Unido, abriram o show da banda Tool em 2007. Seu nome refere-se a um exercício de treinamento no jogo de hóquei no gelo.

## História
Formada no fim de 2004 pelo guitarrista Mike Sullivan e pelo baixista Colin DeKuiper (ambos ex-integrantes da banda instrumental Dakota/Dakota), logo recrutaram o baterista Dave Turncrantz, que tocava na banda Riddle of Steel.
No outono de 2007, foi anunciado o desligamento de Colin DeKuiper. Como resultado, as trilhas de baixo em seu segundo álbum, intitulado Station, foram tocadas por Brian Cook, ex-baixista de Botch/These Arms Are Snakes, que então se juntou à banda definitivamente. O terceiro album do grupo, Geneva, foi lançado em 20 de outubro de 2009 e chegou ao 24º lugar no ranking do Billboard Heatseekers.
Em 2011, o Russian Circles assinou com a gravadora Sargent House que já havia lançado com exclusividade edições limitadas em vinil dos álbuns da banda. Seu quarto álbum de estúdio  Empros foi lançado em 25 de outubro de 2011. Uma turnê com a banda Deafheaven acompanhou a divulgação do disco. Em maio de 2013 o grupo iniciou as gravações de seu quinto album, produzido por Brandon Curtis. O disco Memorial foi lançado no final de outubro de 2013 e contava com a vocalista Chelsea Wolfe como convidada. Juntos, a banda e a vocalista embarcaram em uma turnê por Reino Unido e Europa durante o outono.  Em agosto de 2016, é lançado o sexto álbum do trio - Guidance - pela Sargent House.

## Discografia

### Álbuns
- Enter – 16 de maio de 2006 (Flameshovel/ Vinyl on Sargent House)
- Station – 6 de maio de 2008 (Suicide Squeeze Records/ Vinyl on Sargent House)
- Geneva – 20 de outubro 2009 (Suicide Squeeze Records/ Vinyl on Sargent House)
- Empros – 25 de outubro 2011 (Sargent House)
- Memorial – 29 de outubro 2013 (Sargent House)
- Guidance – 5 de agosto 2016 (Sargent House)
- Blood Year – 2019 (Sargent House)
- Gnosis - 2022 (Sargent House)

### EPs
- Russian Circles EP – 2004 (Lançamento independente)